# Briarcliff Manor
Briarcliff Manor és una població dels Estats Units a l'estat de Nova York. Segons el cens del 2000 tenia 7.696 habitants.

## Demografia
Segons el cens del 2000, Briarcliff Manor tenia 7.696 habitants, 2.435 habitatges, i 1.996 famílies. La densitat de població era de 501,1 habitants/km².
Dels 2.435 habitatges en un 44,1% hi vivien nens de menys de 18 anys, en un 74,5% hi vivien parelles casades, en un 6% dones solteres, i en un 18% no eren unitats familiars. En el 15,8% dels habitatges hi vivien persones soles el 9% de les quals corresponia a persones de 65 anys o més que vivien soles. El nombre mitjà de persones vivint en cada habitatge era de 2,84 i el nombre mitjà de persones que vivien en cada família era de 3,16.
Per edats la població es repartia de la següent manera: un 26,8% tenia menys de 18 anys, un 9% entre 18 i 24, un 24,7% entre 25 i 44, un 24,8% de 45 a 60 i un 14,7% 65 anys o més.
L'edat mediana era de 40 anys. Per cada 100 dones de 18 o més anys hi havia 81,3 homes.
La renda mediana per habitatge era de 133.272 $ i la renda mediana per família de 157.607 $. Els homes tenien una renda mediana de 100.000 $ mentre que les dones 61.208 $. La renda per capita de la població era de 58.646 $. Entorn del 0,8% de les famílies i el 2,5% de la població estaven per davall del llindar de pobresa.